# すきみたら
すきみたらは、タラの加工食品。タラを三枚に下ろし、皮を取り除き、塩をして干し上げた食材である。原料となるタラは異なるがスペインのバカラオに相当する。
タラを三枚に下ろし、皮を取り除き、塩をして干さない食材（#ぶわたら参照）、タラを三枚に下ろし、皮を取り除き、塩をせず干さない食材（#生ぶわ参照）も以下のように「すきみたら」と呼ばれることはあるが、塩をせずに干し上げたものは干鱈、棒鱈となる。
「すりみたら」は誤り。

## 概要
漢字表記すると剝き身鱈となる。「剝き（すき）」は、「薄く切る」「そぎ切る」といった意味の「剥く（すく）」から。
マダラで作られることが多いが、スケソウダラで作る例もある。なお、バカラオはタイセイヨウマダラ。
日本では主に北海道で生産されている。棒鱈やバカラオと比べると、すきみたらには水分含有量が多く、料理の仕上がりは柔らかくなる。タラはもともと水分の多い魚であり、生のタラと比べるとすきみたらは食感が締まっており、旨味がある。
塩が吹いたようになり、多少の変色が生じることもあるため、日本の真夏には冷蔵庫に入れることを勧める製造業者も多いが、前述のような問題を気にしなければ、常温で保存が効く。

## 利用法
そのままでも食せないことはないが、塩分が強いため、少量を酒の肴として食する、身をほぐして茶漬けにして食するくらいの利用である。
水で7時間から8時間、ぬるま湯で2時間ほどを目安に戻すのと同時に塩抜きを行う。スープや煮込み料理などに用いる場合も、戻して（塩抜きして）からの方が無難に仕上がる。

### 料理例
たら煮しめ
佐賀県有田町の郷土料理。塩抜きしたすきみたらと昆布の煮しめ。
佐賀県全域でお盆の時期に来客をもてなす料理として作られてきた。

## 類似食材

### ぶわたら
ぶわたら、または塩蔵たら、塩ぶわは、ベーリング海などアメリカ合衆国領海内で獲れたタラを冷凍輸入し、三枚に下ろし、塩した食材。干し上げてはいない。
宮城県で「魚をおろす」ことを「ふわけ」すると言うのだが、「ふわけたら」が転訛して「ぶわたら」になったとされる。
ぶわたらは皮付きであるが、皮を取り除いて身だけにしたものも「すきみたら」と呼ばれることがある。

### 生ぶわ
生ぶわ、生すきみはタラを三枚に下ろした食材。塩蔵も干し上げもしていない。
皮を取り除いてあることが多いが、大きめの物は皮付きで販売されることもある。関東地方ではスーパーマーケットなどで販売される場合に、皮付きのものを切り身たら、皮を取り除いて身だけにしたものを「すきみたら」と名付けることもある。どちらにせよ、上の「ぶわたら」とは違い、塩はされていない。

### 棒鱈
タラを三枚に下ろし、皮を取り除き、干し上げた食材。

### たらほっぺ
たらほっぺは、タラの頬肉。ぶわたらなどに加工した残ったマダラの頬の部分のみを取り出した食材。
古くは塩蔵品であったが、保存技術の発展で塩蔵していないものも出回っている。

### たらおさ
棒鱈などに加工して残ったマダラの鰓と胃袋などを強く干した食材。

## 生産状況
2021年ごろのすきみたらの生産は、北海道では釧路市、苫小牧市、羅臼町などに限定される。
以下、生産の隆盛と終了を紋別市の数字を例に記す。
紋別市では、1952年ごろから、釧路地方から加工技術が導入されたことで、すきみたらの生産は爆発的に拡大した。これは当時、漁獲量が増大していたスケソウダラの利用方法を模索していた時期にもあたる。1962年の紋別市には水産加工業者が116団体あったが、そのうちの66がすきみたらの加工専業であり、すきみたらとホタテの加工業者が26と全体の80パーセントがすきみたら加工業者であった。
しかし、紋別市のすきみたら加工業者数は5年後の1967年には113団体中25と急速に減少する。さらに2019年には紋別市でのすきみたら生産量はゼロとなっている。
北海道におけるマダラ、スケソウダラの漁獲量が減っているわけではなく、むしろ2010年以降は急増しており、加工原料が無くなった故の生産量ゼロではない。上述のようにすきみたらは高塩分であるため、消費者の健康志向から低塩分食品が嗜好されるようになったためと推測され、同様のことは塩鮭などにも言える。合わせて、1690年代に冷凍すり身の製造技術が開発されたことで、製造に手間のかかる（天日干しで数週間、乾燥具合をみながら裏返し、夕方や雨天時には屋内へ収納）すきみたらよりも、すり身製造のほうが手間はかからず、価格的にも安定していたため、水産加工業者が転換していったことも理由に挙げられる。